# Inflacja ukryta
Inflacja ukryta – rodzaj inflacji objawiający się niedoborem towarów na rynku (miarą inflacji ukrytej jest skala niedoborów w gospodarce). 
Inflacja ukryta jest zjawiskiem dość powszechnym w gospodarce centralnie planowanej (również w Polsce do 1989 r.), w których ceny ustalane są przez państwo (i przez to nie są w stanie elastycznie reagować na zmiany wielkości popytu globalnego i wielkości produkcji).
W przypadku inflacji ukrytej występuje nadwyżka pieniądza przy jednoczesnym niedoborze dóbr i usług na rynku. Jest to spowodowane niedostosowaniem podaży do szybko wzrastającego popytu. Różnica mogłaby zostać ograniczona przez mechanizm wolnorynkowy, który spowodowałby podniesienie cen i ograniczenie popytu, ale w gospodarce centralnie kierowanej nie było to możliwe, ze względu na ustalanie cen przez państwo.
Skutkiem inflacji ukrytej są długie kolejki, nierównowaga na rynku, kupowanie na zapas, spekulacja, nielegalne zaopatrzenia, przekupstwo. Inflacja ukryta bywa też nazywana tłumioną lub zasobową.